# 馬爾地夫國家男子籃球隊
馬爾地夫國家男子籃球隊是代表馬爾地夫參加比賽的國家籃球隊，本球隊由馬爾地夫籃球協會組織和管理。

## 成員名單
目前沒有國家隊員的名單

## 外部連結
- 官方網站